# Trash Film Festival
Trash Film Festival je međunarodni festival niskobudžetnih filmova akcijskih i srodnih žanrova koji se održava od 2006. godine u Varaždinu. Osnovao ga je Jurica Hižak.
Nagrada festivala je Zlatna motorka, hommage filmu Teksaški masakr motornom pilom, a dodjeljuje se za kategorije:
- najbolji akcijski film
- najbolji horor
- najbolji SF
- najbolji borilački film
- najbolji film po izboru publike

## Po godinama

### 2006.
Žiri su ove godine bili Marinko Prga, Martin Keretić, Ivan Mesek.
Osim filmova iz Hrvatske, bili su prikazani i filmovi iz Poljske, SAD-a, Španjolske, Mađarske i Slovenije. Nagradu za najbolji borilački film je uručio Bore Lee, a za najbolji SF putem video-konferencije Krešimir Mišak. Nagradu za najbolji film po izboru publike dodijelio je dogradonačelnik Varaždina Ivan Mesek.
Dobitnici Zlatne Motorke 2006. godine:
- Horror – "Trash film #13 aka The Night...", Kristijan Kaurić
- Akcija – "Jogurt", Cetinić, Nekić
- SF – "Starhors", Cetinić, Nekić, Ćurin
- Borilački – "Tajne moći zle bande", Željko Volarić
- Publika – "Match Of The Century", Davor Kralj, Tomica Rodeš

### 2007.
Dobitnici Zlatne motorke 2007. godine:
- Najbolji horor: La donna de la toilette – Alberto Viavattene (Italija)
- Najbolji akcijski: Zagor – poglavica bez plemena – Svetozar Ljubojević (Srbija)
- Najbolji SF: Autostoper – braća Pejić (Hrvatska)
- Najbolji borilački: Zlatne čaklje – Zoran Bojović (Crna Gora)
- Najbolji po izboru publike: Zlatne čaklje – Zoran Bojović (Crna Gora)

### 2008.
Dobitnici Zlatne motorke 2008. godine:
- Najbolji horor: Crna ovca u restoranu za zombije – K. Kaurić (Hrvatska)
- Najbolji akcijski: Deadlock – J. Ahman / E. Lehtinen (Finska)
- Najbolji SF: Civilizacija propasti – braća Pejić (Hrvatska)
- Najbolji borilački: Dragon rage – M. Lakobrija / S. Aleksić (Srbija)
- Najbolji film po izboru publike: La imposicion de la ley 2 – T. Galevski / M. Zorko (Hrvatska)

## Vanjske poveznice
- Službene stranice  Arhivirana inačica izvorne stranice od 3. travnja 2007. (Wayback Machine)
- Filmski.net  Arhivirana inačica izvorne stranice od 6. srpnja 2008. (Wayback Machine) članak "Dugometražni film – festival na kojem puštaju samo smeće od filmova"
- Festivalski program  Arhivirana inačica izvorne stranice od 23. veljače 2007. (Wayback Machine)